# Freydal

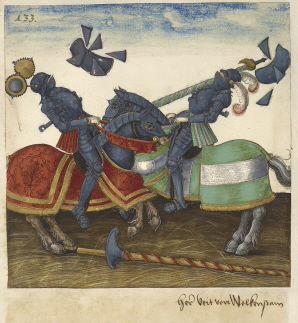

Freydal är en bildkodex i Konsthistoriska museets bibliotek i Wien, tillkommen 1502–1515.
Kejsar Maximilian I har som "Ritter Freydalb" låtit sig avbilda sina tornerspel till Maria av Burgunds ära. På var och en av de 255 avbildningarna uppträder kejsaren själv, antingen under tornering med en namngiven motståndare eller vid festligheterna som fackelbärare. Freydal gavs ut av Quirin von Leitner under titeln Freydal des Kaisers Maximilian I. Turniere und Mummereien (1880-82).